# Мильско-Муганское водохранилище
Мильско-Муганское водохранилище (азерб. Mil-Muğan su anbarı, Mil-Muğan hidroqovşağı) — водохранилище и водосборный гидроузел на реке Аракс, расположенный на границе Азербайджана и Ирана. Водохранилище находится вблизи города Горадиз Физулинского района Азербайджана.

## История
27 июля 1963 года между СССР и Ираном было подписано соглашение об экономическом и техническом сотрудничестве. На основании данного соглашения, стороны в 1967 году начали строительство водохранилища, которое было завершено в 1970 году, и введено в эксплуатацию в 1971.

## Описание
Гидроузел состоит из двух насыпных плотин, водослива и двух водосборочных сооружений. Из водосборного гидроузла вода подаётся в Главный Мильский (Азербайджан) и Магистральный Муганский (Иран) каналы. Длина бетонной плотины — 125 м, суммарная длина дамб — 2800 м. Площадь водоёма — 996 га. Средняя глубина — 5 м. Высота над уровнем моря — 150 м.
Строительство Мильско-Муганского водохранилища позволило начать орошать более 100 тысяч га новых земель (из которых около 60 тысяч га находятся в Азербайджане), а также облегчило орошение около 200 тысяч га территории.
Водохранилище является крупнейшим местом обитания птиц в провинции и относится к Рамсарским угодьям. Зафиксировано 73 вида птиц, 11 видов рептилий, 13 видов рыб, 3 вида амфибий и 11 — млекопитающих.